# Budynek Rozgłośni Polskiego Radia w Toruniu
Budynek rozgłośni Polskiego Radia w Toruniu – dawna siedziba Polskiego Radia w Toruniu, znajdujący się przy ul. Podgórskiej 12 na Stawkach.

## Historia
Budowę rozgłośni rozpoczęto w kwietniu 1934 roku, budowę zakończono w grudniu tego samego roku. Rozgłośnia Polskiego Radia została otwarta 15 stycznia 1935 roku, według projektu Antoniego Dygata. Była to ósma z kolei radiostacja w Polsce. Miała stanowić przeciwwagę do niemieckiej radiostacji w Heilsbergu (ob. Lidzbark Warmiński). W zależności od źródeł maszt nadawczy mierzył 120, 143 lub 161 m wysokości. Toruńska rozgłośnia była słyszalna w promieniu 200 km. Podczas II wojny światowej placówka służyła Niemcom. W styczniu 1945 roku zabudowa rozgłośni została wysadzona przez wycofujące się wojska niemieckie. 25 listopada 1945 roku rozgłośnia wznowiła działalność. 26 października 1947 roku uruchomiono nadajnik o mocy 29 kW. W wyniku otwarcia rozgłośni w Bydgoszczy (w 1945 roku) stopniowo ograniczono działalność toruńskiej rozgłośni. W 1964 roku rozebrano maszt nadawczy. W 1974 roku zamknięto studio. Studio przekształcono w filię Przedsiębiorstwa Nagrań Wideo-Fonicznych „Wifon”. Obecnie budynek pełni funkcję mieszkaniowe.

## Architektura
Budynek powstał w stylu modernistycznym, a jego charakterystycznym elementem jest "kubiczna kompozycja bryły, złożona z przenikających się prostopadłościanów o zróżnicowanych wysokościach, oddających funkcjonalne przeznaczenia poszczególnych części obiektu". Jego forma była skrajnie awangardowa i jak pisze swoim opracowaniu cytowany wyżej Michał Pszczółkowski jest to "przykład nurtu funkcjonalistycznego, inspirowanego teoriami i realizacjami Le Corbusiera".